# Damè-Wogon
Damè-Wogon ist ein Arrondissement im Departement Ouémé im westafrikanischen Staat Benin. Es ist eine Verwaltungseinheit, die der Gerichtsbarkeit der Kommune Bonou untersteht.

## Demografie und Verwaltung
Gemäß der Volkszählung 2013 des beninischen Statistikamtes INSAE hatte das Arrondissement 7657 Einwohner, davon waren 3702 männlich und 3955 weiblich.
Von den 34 Dörfern und Quartieren der Kommune Bonou (Benin)| entfallen fünf auf Damè-Wogon:
1. Ahouanzonmè
2. Assrossa
3. Avlankanmè
4. Damè-Wogon
5. Gnanhoui Zounmè